# Giorgio Dal Piaz
Giorgio Dal Piaz (Feltre, 29 marzo 1872 – Padova, 20 aprile 1962) è stato un geologo e paleontologo italiano, considerato uno dei padri della moderna geologia in Italia.

## Biografia

### Primi anni

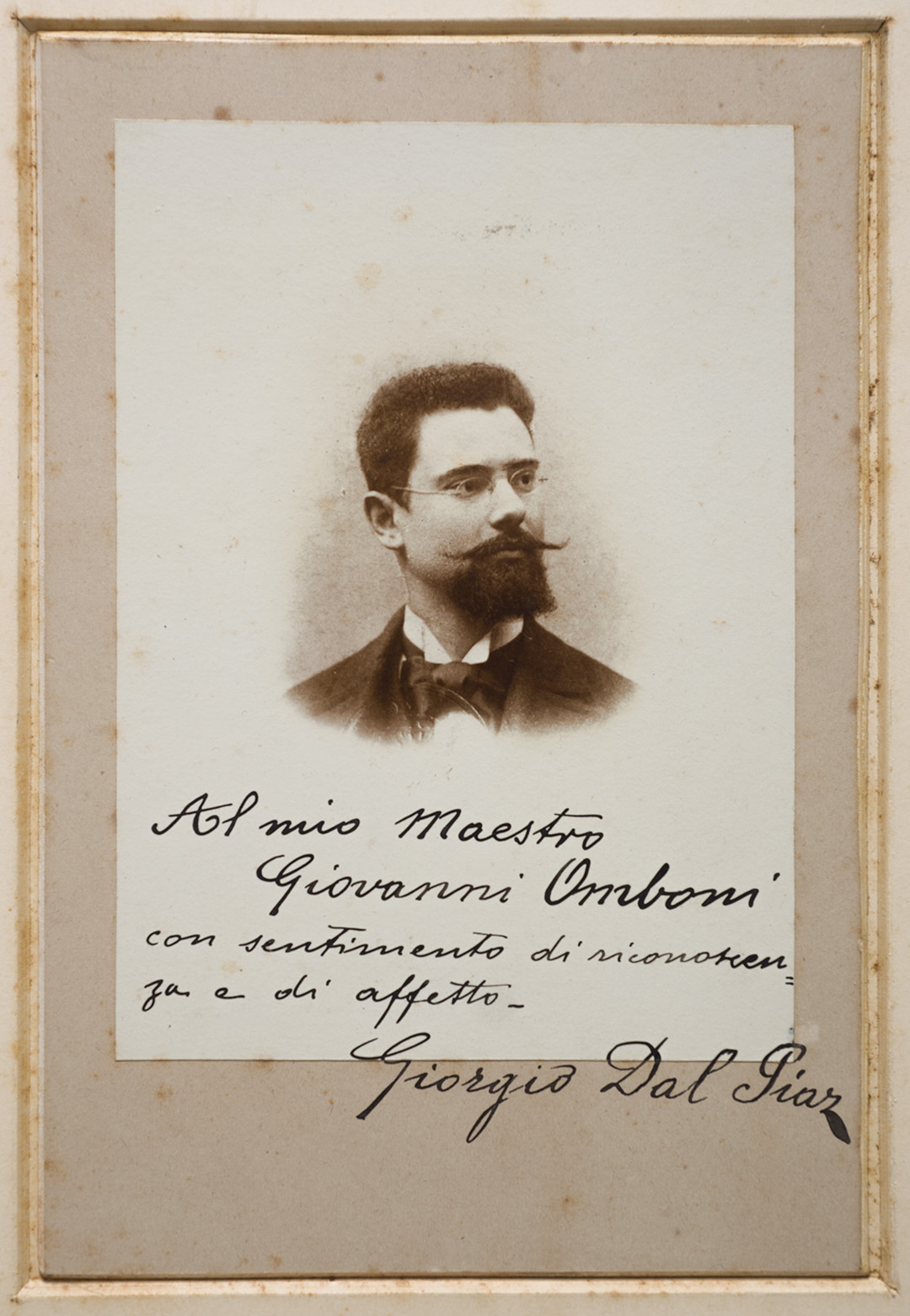
Foto di Giorgio Dal Piaz nel 1902, con dedica al suo maestro.

Primo di una famiglia di illustri geologi, nacque da Basilio Dal Piaz e da Corona D'Alberto in una famiglia oriunda della Val di Non. Inizialmente esercitò la professione di farmacista, conseguì la laurea in scienze naturali nel 1898 e, ottenuta la libera docenza nel 1902, fu assistente del suo maestro Giovanni Omboni all'università di Padova, di cui fu il successore dal 1º novembre 1908, anno in cui vinse anche il concorso per professore universitario presso l'ateneo di Catania, alla cattedra di geologia. Da questa cattedra usciranno intere generazioni di geologi. Ivi sposò Francesca Pontil, detta "Fanny", ed ebbe due figli: Giambattista, che ricoprì la sua stessa cattedra, e Maria.

### Carriera
Si occupò in particolare di stratigrafia, studiando la tettonica delle Alpi Feltrine, che descrisse in una corposa monografia del 1907, nella quale dette analitico conto dei fossili e dei diversi livelli dei terreni del periodo giurassico. Raccolse, studiò e illustrò le faune giurassiche nelle provincie di Verona, Trento e Vicenza, gli odontoceti miocenici e i mammiferi fossili delle arenarie del Bellunese. Parte di essi fanno parte della collezione del museo di geologia e paleontologia dell'università di Padova. Nel 1916 vinse il premio reale per la mineralogia e la geologia.
Diresse il rilevamento della Carta Geologica delle Tre Venezie. Socio di numerose istituzioni scientifiche, tra cui l'Accademia Nazionale dei Lincei nel 1923, l'Accademia Nazionale delle Scienze, e l'Accademia delle Scienze di Torino dal 24 febbraio 1918, fu presidente, nel 1914 e nel 1920, della Società geologica italiana, che conferì alla sua memoria un apposito premio. Nel 1914 aderì al movimento interventista e partecipò alla grande guerra come ufficiale presso il comando della Quarta Armata, ma nel 1925, dopo l'avvento del fascismo, sottoscrisse il Manifesto degli intellettuali antifascisti, steso da Benedetto Croce, suo accademico amico. Nel 1929 era funzionario del Magistrato delle acque di Venezia e nel 1936 accademico pontificio delle scienze.
Elaborò anche alcuni progetti per lo sfruttamento idrogeologico di aree della Lunigiana e del Matese, così come del Friuli e del Veneto, tra i quali il primo studio geologico della permeabilità del terreno nella zona dove sarebbe sorta la diga del Vajont, tristemente famosa per la sciagura che vi ebbe luogo il 9 ottobre 1963. Fu consulente geologico anche per le dighe di Santa Caterina, Giaredo, Novarza, Valle di Cadore, Malga Boazzo, Ponte Murandin, Malga Bissina e Mis.

### Diga del Vajont

Da sinistra, Giorgio Dal Piaz, Carlo Semenza e Vincenzo Ferniani al cantiere del Vajont nel luglio 1960.

Nel 1948 firmò una relazione dove affermava che la zona prescelta per erigere la diga del Vajont presentava roccia compatta: in realtà, era la copia di una relazione presentata nel 1940, ma il risultato era ottimo, tanto che la diga non ebbe nessun problema di resistenza durante la tracimazione del lago.
L'ingegnere Carlo Semenza valutò la possibilità di aumentare l'altezza della diga portandola, nella domanda fatta dalla SADE al ministero dei lavori pubblici nel 1957, a 266 metri (730 m s.l.m.). La relazione geologica era firmata da Dal Piaz ed era ancora una volta copia della relazione del 1940. Ormai anziano, venne poi sostituito dal geologo Leopold Müller.
Arrivò al punto di parlare apertamente a Semenza della sua necessità di arrotondare la pensione da docente universitario, chiedendo di effettuare lavori per la SADE. Chiese a Semenza di preparare lui stesso una perizia geologica, che egli avrebbe poi firmato. Il disastro fu causato principalmente dall'incuria di chi realizzò le perizie, che non tenne conto del concreto rischio di frane all'interno del bacino. In sostanza, non era stato studiato il bacino d'invaso dove poi cadde la frana, ricerche peraltro non prescritte dalla normativa e dalle consuetudini tecniche del tempo in Italia e a livello mondiale.
Nel 1960, rassicurato dal suo amico Dal Piaz, nonostante fosse in pensione dal 1942, Semenza chiese al figlio Edoardo di farsi correggere la relazione sulla frana dal suo professore. Ciononostante, nella sua relazione generale, scrisse che il problema era alquanto delicato e consigliò anche lui una sistematica sorveglianza del bacino.

### Morte
Nel 1961, dopo aver partecipato alla cerimonia d'inaugurazione della diga, accompagnò la commissione di collaudo ministeriale per il quinto e ultimo sopralluogo, ma, durante il viaggio di ritorno da Cortina, ebbe un grave incidente automobilistico a Vittorio Veneto. La macchina della SADE si schiantò contro un camion, che gli causò lesioni dalle quali non riuscì a ristabilirsi.
Conscio dell'accresciuta responsabilità derivatagli dalla morte di Semenza, tentò di opporsi con la commissione all'invaso previsto per gli ultimi mesi, ma morì in una clinica privata la mattina del 20 aprile 1962, alla veneranda età di 90 anni, per i postumi dell'incidente d'auto. In seguito il tribunale dell'Aquila sentenziò la sua estraneità giudiziaria dal disastro del Vajont.

## Onorificenze
A lui sono stati dedicati un premio biennale "alla memoria" dalla Società geologica italiana, il Liceo Scientifico - poi anche Classico, successivamente Scientifico/opzione Scienze Applicate, e infine Linguistico - di Feltre e l'omonimo rifugio Alpino presso il Passo delle Vette Grandi (1994 m) nelle Vette Feltrine.

## Nei media

### Cinema
- H max 261,6 m, regia di Luciano Ricci, cortometraggio del 1960.
- Nel film Vajont del 2001, diretto dal regista Renzo Martinelli, è stato impersonato da Philippe Leroy.[10]

### Fumetti
- Vajont: storia di una diga, Francesco Niccolini (sceneggiatura), Duccio Boscoli (disegni), Padova, BeccoGiallo, 2018, ISBN 9788833140421, OCLC 1090201035.